# Långvattnet (Frostvikens socken, Jämtland, 716352-145208)
Långvattnet är en sjö i Strömsunds kommun i Jämtland och ingår i Ångermanälvens huvudavrinningsområde. Sjön har en area på 0,275 kvadratkilometer och ligger 545 meter över havet. Långvattnet ligger i Frostvikenfjällen Natura 2000-område.

## Delavrinningsområde
Långvattnet ingår i det delavrinningsområde (716302-145128) som SMHI kallar för Utloppet av Långvattnet. Medelhöjden är 586 meter över havet och ytan är 2,45 kvadratkilometer. Räknas de 3 avrinningsområdena uppströms in blir den ackumulerade arean 14,55 kvadratkilometer. Vattendraget som avvattnar avrinningsområdet har biflödesordning 5, vilket innebär att vattnet flödar genom totalt 5 vattendrag innan det når havet efter 287 kilometer. Avrinningsområdet består mestadels av skog (87 procent). Avrinningsområdet har 0,31 kvadratkilometer vattenytor vilket ger det en sjöprocent på 12,7 procent.